# Miyana parce
Miyana parce är en fjärilsart som beskrevs av Otto Staudinger 1896. Miyana parce ingår i släktet Miyana och familjen praktfjärilar. Inga underarter finns listade i Catalogue of Life.